# Thư viện Vương quốc Liên hiệp Anh
Thư viện Anh (British Library, BL) là thư viện quốc gia của Liên hiệp Vương quốc Anh và Bắc Ireland. Có trụ sở ở London, Thư viện Anh hiện lưu trữ 150 triệu tài liệu gồm đủ các dạng sách, báo, tạp chí, bản ghi âm, bản đồ, bản vẽ... Bộ sưu tập sách của Thư viện Anh đứng thư hai thế giới, sau Thư viện quốc hội của Mỹ.
Giám đốc hiện nay của thư viện là bà Lynne Brindley.